# Sandfell (berg i Island, Norðurland vestra, lat 65,70, long -19,71)
Sandfell är ett berg i republiken Island. Det ligger i regionen Norðurland vestra, 200 km nordost om huvudstaden Reykjavík. Toppen på Sandfell är 817 meter över havet, eller 55 meter över den omgivande terrängen. Bredden vid basen är 0,65 km.
Trakten runt Sandfell är nära nog obefolkad, med mindre än två invånare per kvadratkilometer. Närmaste större samhälle är Sauðárkrókur, 5,8 km nordost om Sandfell. Trakten runt Sandfell består i huvudsak av gräsmarker.